# Glycine max soja
La soia selvatica (Glycine max subsp. soja) è una pianta annuale della famiglia delle Fabacee (o Leguminose).